# Chebli
Chebli è un comune dell'Algeria, situato nella provincia di Blida.